# Pommiers (Gard)
Pommiers é uma comuna francesa na região administrativa de Occitânia, no departamento de Gard. Estende-se por uma área de 6,51 km². Em 2010 a comuna tinha 57 habitantes (densidade: 8,8 hab./km²).